# スタハーノフ市電
スタハーノフ市電（スタハーノフしでん、ウクライナ語: Стахановський трамвай、ロシア語: Стахановский трамвай）は、かつてウクライナのスタハーノフ（現：カディエフカ）に存在した路面電車。ソビエト連邦時代の1937年に開通したが、2007年に廃止された。
地名について、2016年以降ウクライナ政府は他のルガンスク人民共和国の実効支配下に置かれている都市と共に名称変更（カディエフカ）を採択したが、市電が廃止されたのはそれ以前である事から、この項目では市電・地名共に「スタハーノフ」とし、必要な場合適宜注釈を記載する。

## 概要
スタハーノフ（現：カディエフカ）は、郊外に点在していた幾つもの地域が集まる事で拡大・成長を続けた歴史を持つ都市であり、古くから各地域を結ぶ公共交通機関が求められていた。それに応える形で路面電車の建設が始まり、都市名が「セルゴ（Серго）」であった時代、1937年2月15日に最初の路線が開通した。1939年に機械工場への延伸が行われ、従業員の通勤輸送の役割も担う事となった。第二次世界大戦（大祖国戦争）中、スタハーノフは一時ドイツ軍に占領され、1943年に撤退するまでにスタハーノフ市内と共に路面電車は壊滅的な被害を受けたが、都市における重要な交通機関であったスタハーノフ市電は計画よりも早期に復旧が実施された。
最盛期にはスタハーノフと近隣地域を結ぶ3系統の路線網を有し、複線化工事も実施されたが、1991年以降は経済の混乱や経由する高架橋の老朽化によりテプロゴルスク（現：イルミノ）方面の路線のみが運行される事となり、これについても経済の低迷や資金難、モータリーゼーションの進展により厳しい経営を強いられた結果、2007年11月11日に営業運転を終了した。最後まで使用された車両はソビエト連邦時代に製造されたKTM-5Mであった。